# ダンピエール原子力発電所
ダンピエール原子力発電所（ダンピエールげんしりょくはつでんしょ、フランス語：Centrale nucléaire de Dampierre）は、フランス共和国ロワレ県ダンピエール＝アン＝ビュリー（fr:Dampierre-en-Burly）の南に所在する原子力発電所。施設はロワール川の北岸にあり、オルレアンから東へ50km、ブールジュから北へ75kmに位置している。首都パリは130km北にある。

## 概要
1972年、ダンピエールに地域協議会が設立される。地元新聞「レ・ジュルナ・ド・ジアン」は10月9日に公開市民調査が開かれ、1972年10月19日、地域の住民は再び登録簿についての見解を引き渡さなかった。記事には巨大な冷却塔に焦点を当て、原子力の有用性と有害性のコメントを求められた地元住民は利益と危険性との間に嵌る深刻なジレンマに陥るだろうとした。
1974年、4基の原子炉の建設が始まる。1973年5月22日、省庁間委員会は5ヶ月前の中東危機に鑑みて、1972年から1977年を対象とした原子力発電所建設プログラム第6次計画では8,000から13,000MWの発電量の増加を見込んだ。1973年5月22日にピエール・メスメル首相はこれらの計画を承認し、この計画は実効性は加速する。目標の1977年までには13,000MWに届かなかったが1975年終盤に達成する。その後、フランス電力公社（当時）の投資は1974年から1980年にかけて50,000MWの増備を目指した。これは既に稼働していた6基を含めて、90万kWの原子炉55基分に相当していた。
1976年6月14日デクレでフランス電力公社にダンピエール原子力発電所の4基区分の建設が許可される。1979年6月27日アレテで放射性気体と液体の外部環境への放出管理の規制が示される。
ダンピエール原子力発電所では核燃料に二酸化ウランの他にMOX燃料も使用されている。各燃料の四分の一は毎年交換されている。MOX燃料のプルトニウム含有量は8.75％となっている。
2000年6月26日および27日に原子力安全局はダンピエール原子力発電所で発生したバックアップ用弁の過早閉鎖事故を発表した。これは原子炉停止作業の段階で発生している。1999年2月以来、計5回の過失が起きている。
2001年4月2日、4号機が停止させられる。運転員は核燃料集合体の再装填の手順を間違え、この際30％のMOX燃料が中にあった。
2007年4月9日から10日の深夜にかけて、3号機が緊急停止し、一晩中非常用電源が作動する事態に陥った。外部電源の一時的消失によりフランス電力は2210時に非常事態対処計画を発動し、発電所作業員は一晩中対応に追われた。原子力安全局と放射線防護・原子力安全研究所は翌朝の0815時までに適切な技術的支援を行える国家的な危機対応組織を立ち上げる。この事故は国際原子力事象評価尺度レベル1に分類され、問題の是正のため3号機は数週間運転停止する。

### 原子炉の特性
各原子炉の特性は以下のとおり。
| 原子炉名    | 格納容器形式 （原子炉形式） | 容量（MW）        | 容量（MW）      | 容量（MW）      | 運用者       | 建造者     | 建設開始      | 送電網接続運転開始 | 営業運転開始   | 原子炉の運転終了 |
| 原子炉名    | 格納容器形式 （原子炉形式） | 炉心熱出力（MWt） | 定格出力（MWe） | 平均出力（MWe） | 運用者       | 建造者     | 建設開始      | 送電網接続運転開始 | 営業運転開始   | 原子炉の運転終了 |
| ----------- | --------------------------- | ----------------- | --------------- | --------------- | ------------ | ---------- | ------------- | ------------------ | -------------- | ---------------- |
| Dampierre-1 | CP1 (PWR)                   | 2785              | 937             | 890             | フランス電力 | フラマトム | 1975年2月1日  | 1980年3月23日      | 1980年9月10日  |                  |
| Dampierre-2 | CP1 (PWR)                   | 2785              | 937             | 890             | フランス電力 | フラマトム | 1975年4月1日  | 1980年12月5日      | 1981年2月16日  |                  |
| Dampierre-3 | CP1 (PWR)                   | 2785              | 937             | 890             | フランス電力 | フラマトム | 1975年9月1日  | 1981年1月30日      | 1981年5月27日  |                  |
| Dampierre-4 | CP1 (PWR)                   | 2785              | 937             | 890             | フランス電力 | フラマトム | 1975年12月1日 | 1981年8月18日      | 1981年11月20日 |                  |

## 注・出典
1. ↑  Arrêté du 27 juin 1979 AUTORISATION DE REJET D'EFFLUENTS RADIOACTIFS LIQUIDES PAR LA CENTRALE NUCLEAIRE DE DAMPIERRE-EN-BURLY (TRANCHES 1 A 4)
2. ↑  La modification du design initial des réacteurs 900 MWe et la limitation du pourcentage d'assemblages Mox à 30 % du total
3. ↑  Incident de niveau 2 Erreur de procédure sur les centrales de Dampierre, du Bugey et de Tricastin.
4. ↑  （英語） Reactors in operations, 31 dec 2009